# Phare de Cabo San Juan
Le phare de Cabo San Juan (en anglais : Cape San Juan Lighthouse) est un phare actif situé sur Cabo San Juan (ceb) près de Fajardo, à Porto Rico. Il est géré par l'United States Coast Guard.
Il est référencé dans le registre national des lieux historiques sous la tutelle du Gouvernement fédéral des États-Unis depuis le 22 octobre 1981.

## Histoire
Le phare a été construit en 1880 et a été officiellement allumé le 2 mai 1882. L'appareil d'éclairage original, qui n'a pas changé avant 1898, avait une portée de 29 km. En 1898, le phare a joué un rôle majeur dans la Battle of Fajardo (en) au cours de la campagne portoricaine de la guerre hispano-américaine .
Le phare appartenant désormais au Conservation Trust of Puerto Rico (en) depuis 1975, fait partie de la réserve naturelle de Las Cabezas de San Juan. La réserve comprend une baie de bioluminescence, une flore et une faune rares, divers sentiers et promenades, ainsi qu'un centre de recherche scientifique. Malgré sa petite taille, la réserve abrite sept systèmes écologiques différents, dont des plages, des lagunes, des forêts sèches, des récifs coralliens et des mangroves.
La restauration du phare a été réalisée entre 1988 et 1991. Une partie de la maison du gardien est dédiée à un laboratoire marin de l'Université de Porto Rico. En 2001, en vertu de la loi National Historic Lighthouse Preservation Act (en), il est devenu le premier phare à être transféré à une organisation non gouvernementale à Porto Rico. Il est situé au nord-est de Fajardo et il est ouvert aux visites guidées du vendredi au dimanche.

## Description
Ce phare  est une tour cylindrique en pierre, avec une galerie et une lanterne de 14 m de haut, adossée à une maison de gardien. La tour est peinte en gris clair et la lanterne est noire. Il émet, à une hauteur focale de 79 m, un éclat blanc de 0.7 seconde par période de 15 secondes. Sa portée est de 26 milles nautiques (environ 48 km).
|          |
| Le phare |

|          |
| Le phare |

## Caractéristique dufeu maritime
Fréquence : 15 secondes (W)
- Lumière : 0.7 seconde
- Obscurité : 14.3 secondes

'
Identifiant : ARLHS : PUR-021 ; USCG : 3-31155 - Amirauté : J5528 - NGA : 110-14464 .

### Lien connexe
- Liste des phares de Porto Rico